# Železniční trať Praha-Těšnov – Praha-Vysočany

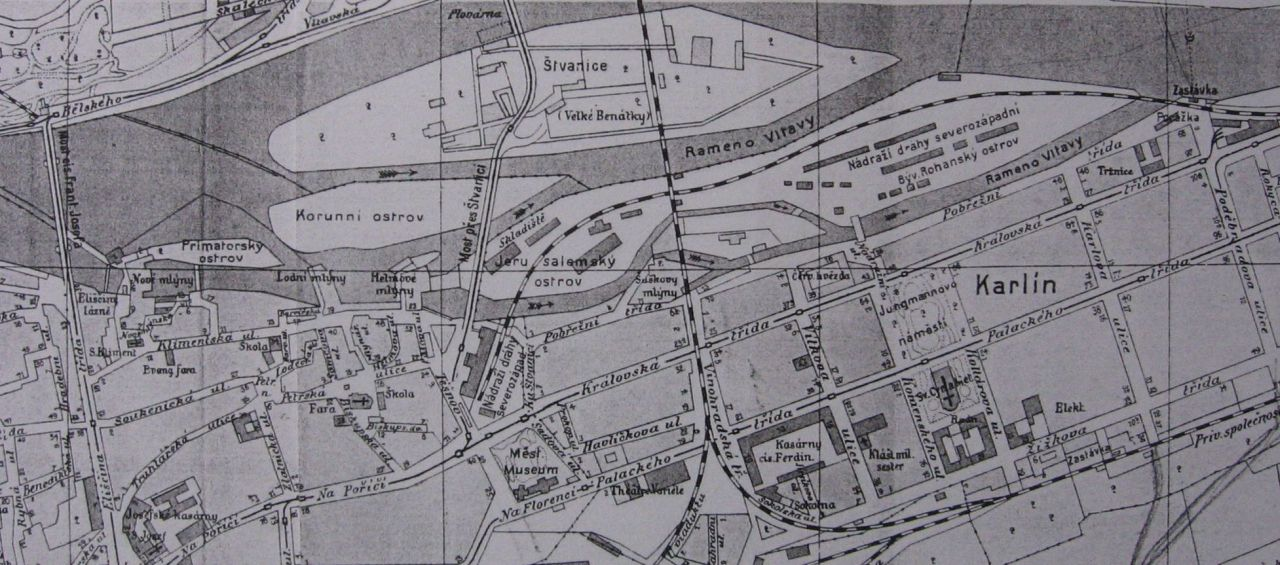
Vltava u Karlína kolem roku 1910, kdy byl Rohanský ostrov pravým ostrovem

Železniční trať Praha-Těšnov – Praha-Vysočany byl jednokolejný koncový úsek železniční tratě Lysá nad Labem – Praha společnosti Rakouská severozápadní dráha (ÖNWB). Trať spolu s koncovým nádražím Těšnov ustoupila rozvoji silniční infrastruktury, zejména přemostění Masarykova nádraží a mimoúrovňové křižovatce na Balabence.

## Historie
Provoz na železniční trati byl zahájen 4. října 1873. Původní koncová stanice se nacházela v Karlíně na Rohanském ostrově a po dokončení nádraží na Těšnově 15. října 1875 byl areál na Rohanském ostrově používán jako nákladní, odstavné a seřaďovací nádraží. Nádraží ve Vysočanech bylo umístěno mezi kolejiště dvou tratí - Turnovsko-kralupské (Česká severní dráha, 1872) a Nymburské z Lysé nad Labem, jejíž nástupiště bylo blíže k městu (na jižní straně).
Poslední osobní vlak odjel z Těšnova 1. července 1972 ve 23:40 a od následujícího dne se výchozí stanicí pro osobní dopravu stalo nádraží Praha-Vysočany. Do února 1973 byla na Těšnově v provozu výtopna pro parní lokomotivy. Nákladní doprava byla definitivně zastavena 30. června 1984 a koleje následně sneseny. Severní křídlo těšnovského nádraží bylo zbořeno v souvislosti s výstavbou Severojižní magistrály, odjezdová hala s triumfálním obloukem a jižní křídlo byly odstřeleny 16. března 1985. Dne 10. dubna 2021 byla uzavřena budova ostrovního nádraží ve Vysočanech a během dubna zbořena.

## Galerie

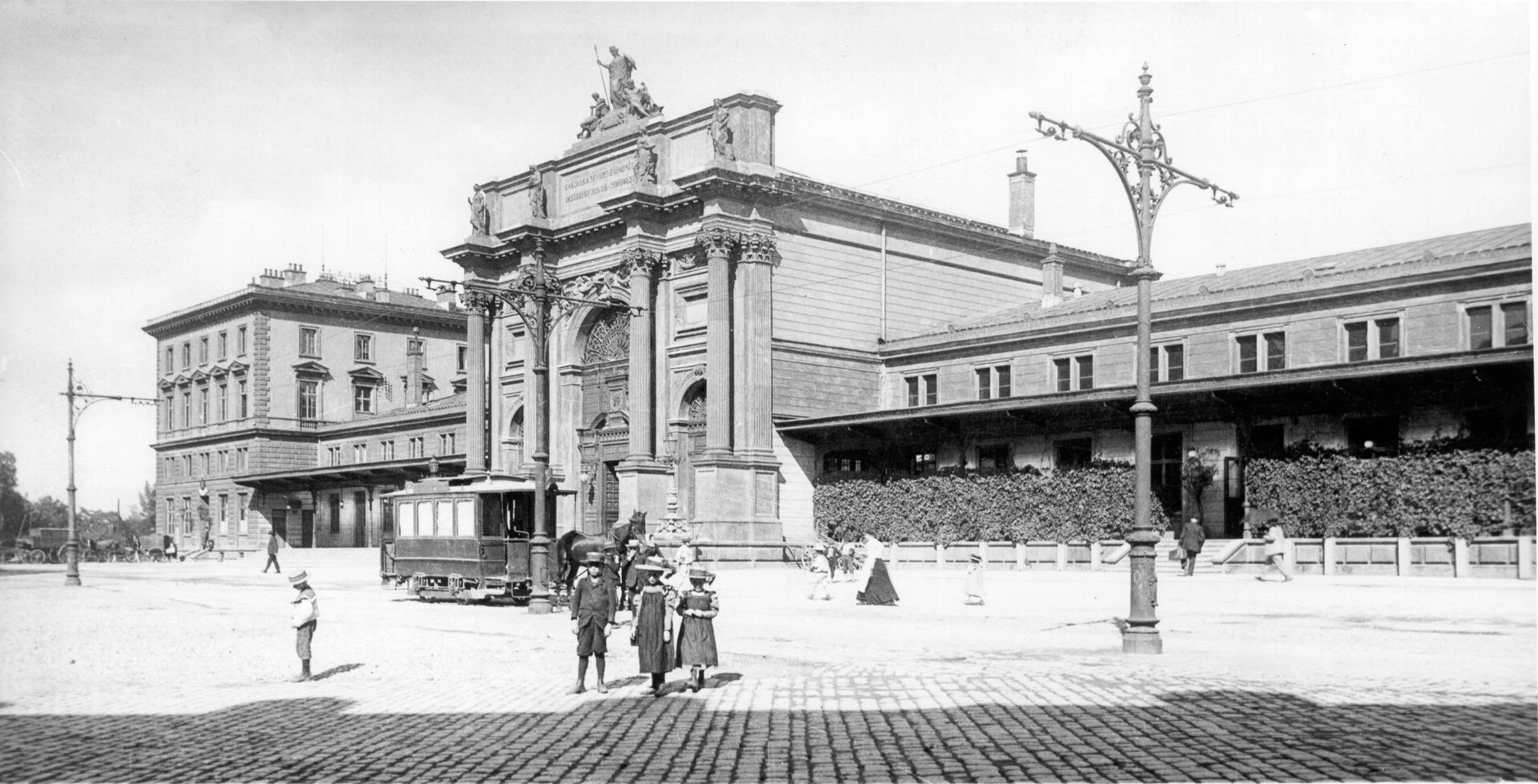
Nádraží Praha-Těšnov
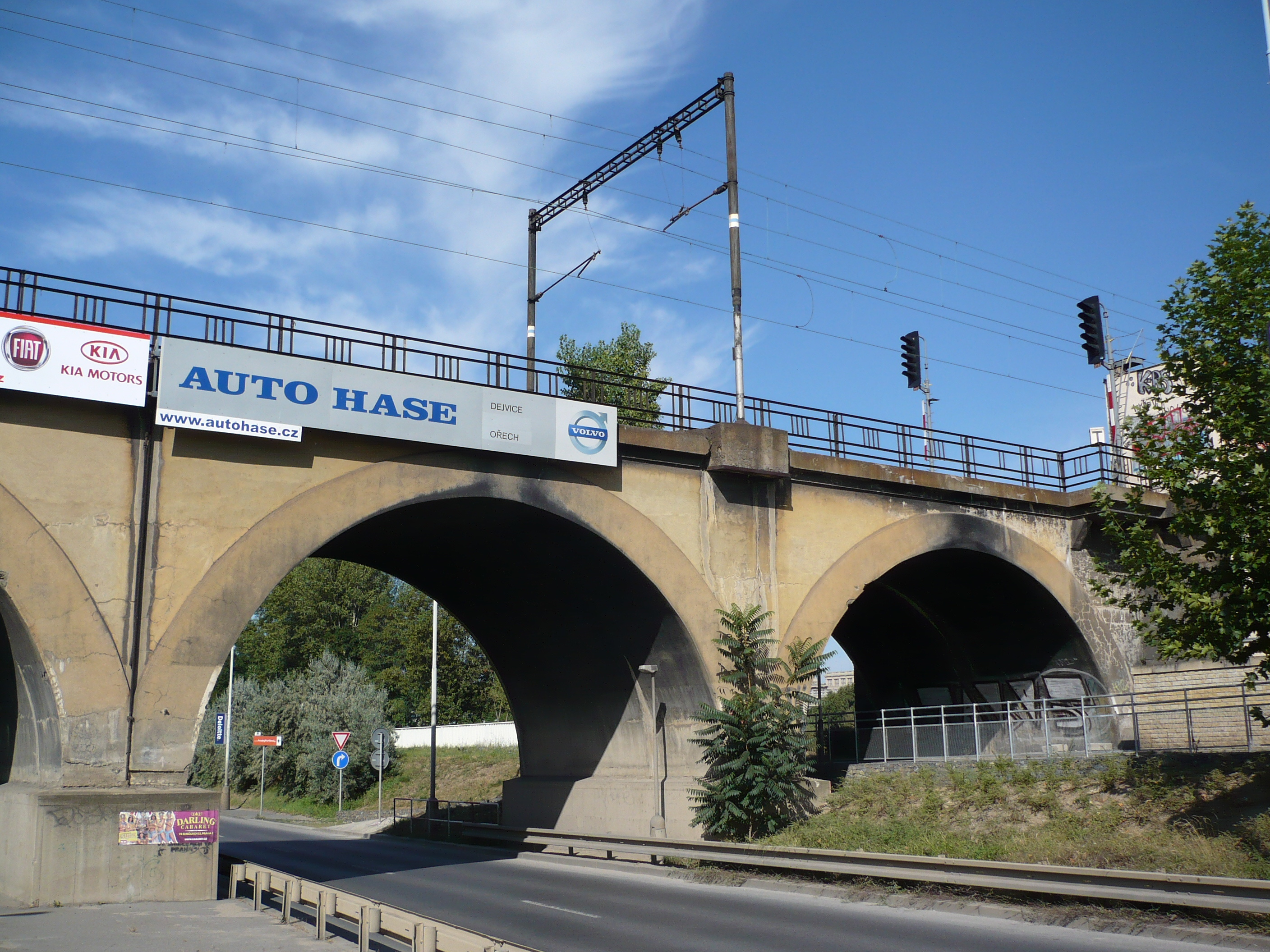
Stopy po provozu parních lokomotiv na Negrelliho viaduktu
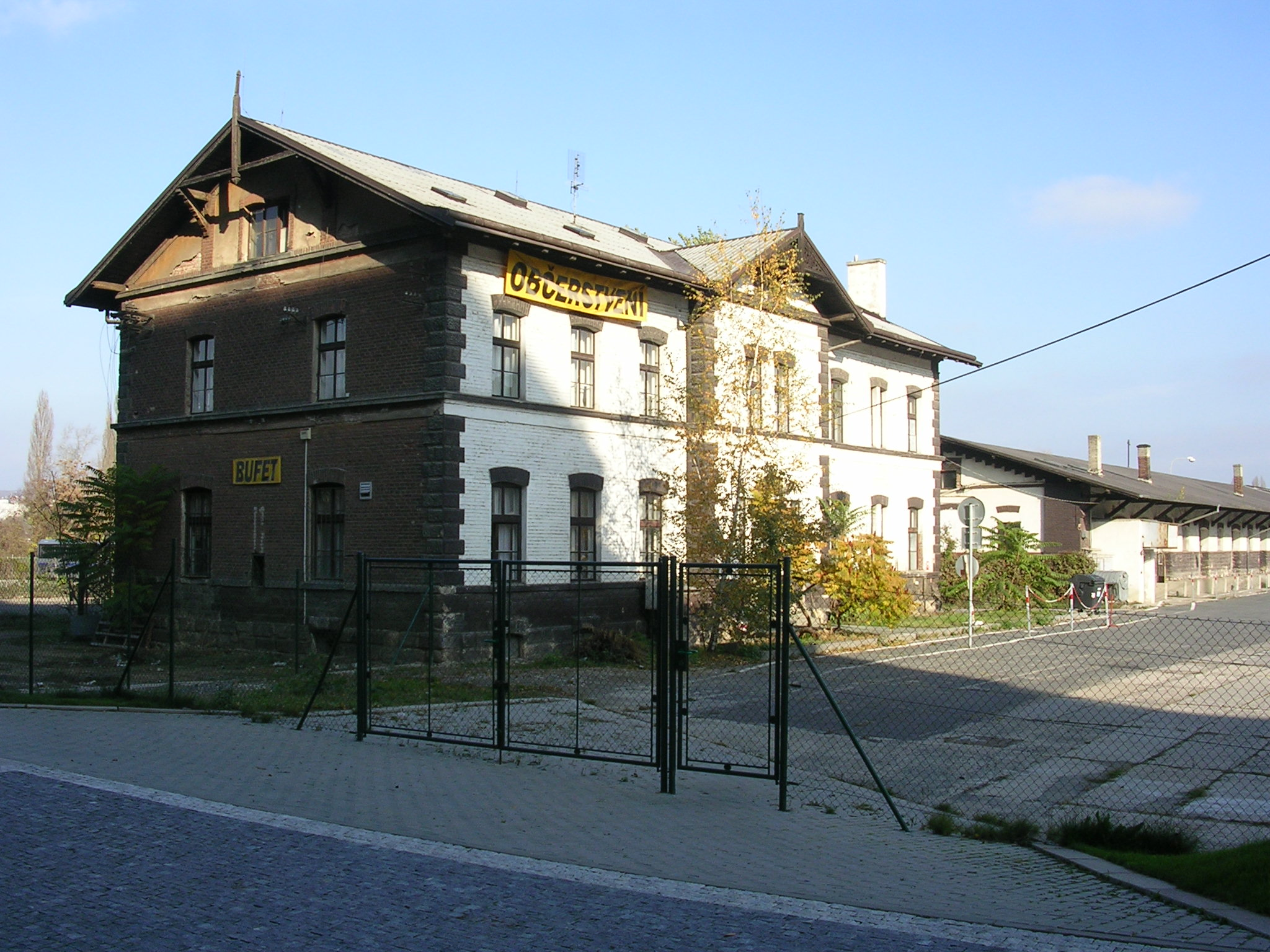
Bývalé nádraží, poté celnice, Rohanský ostrov
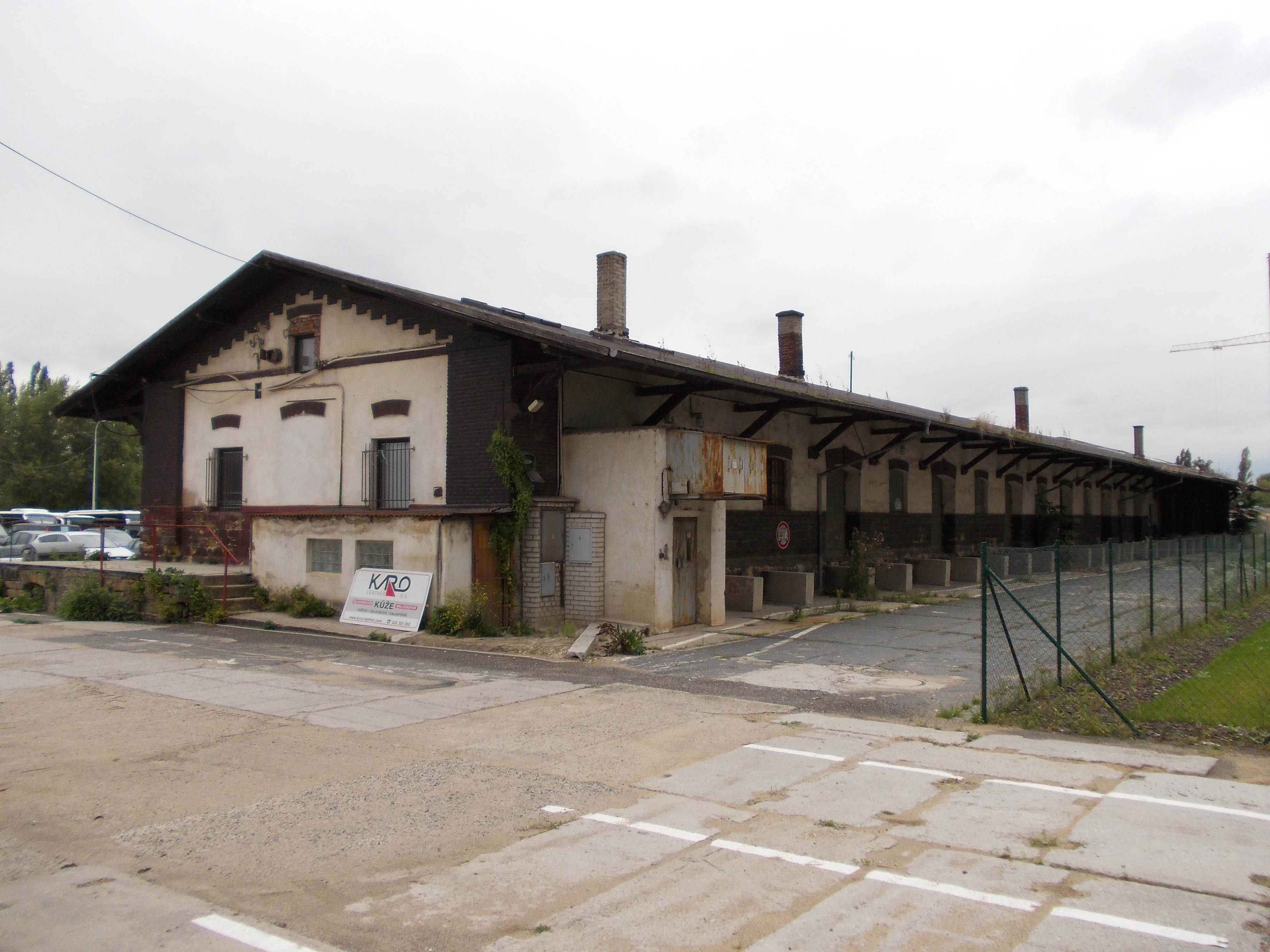
Sklad nádraží, Rohanský ostrov
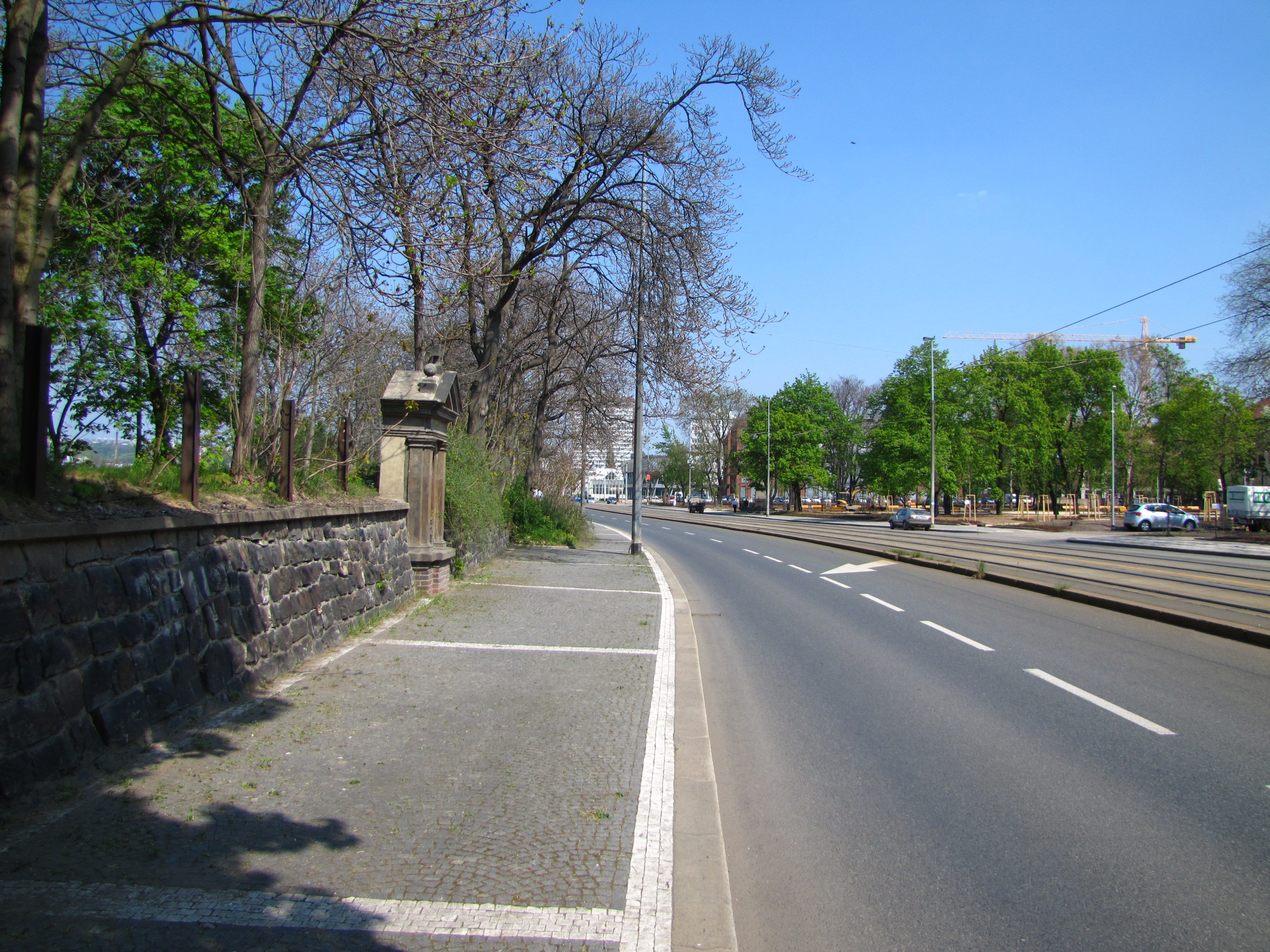
Podpěrná zeď zrušené tratě v Karlíně
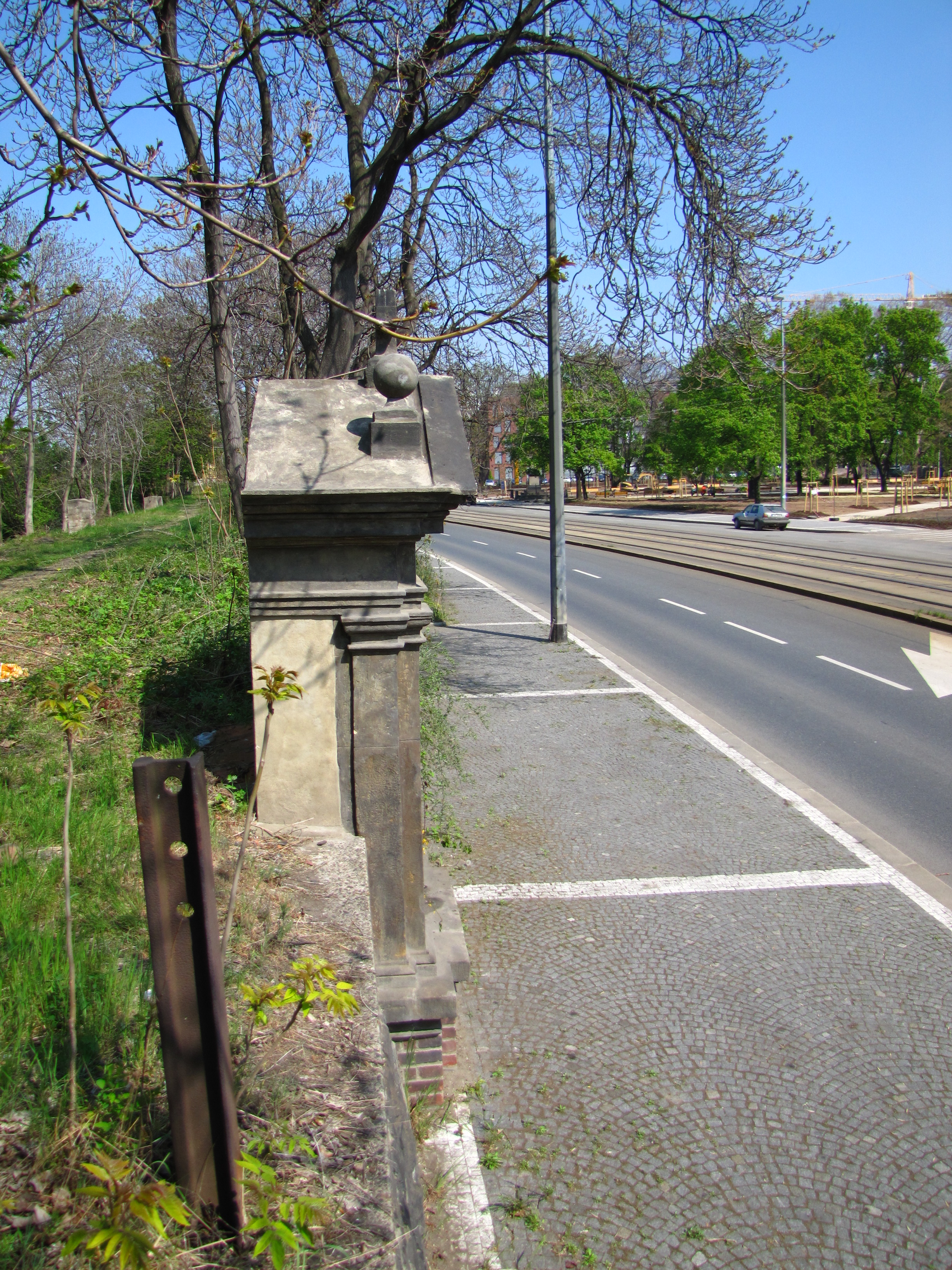
Část tělesa zrušené tratě v Karlíně
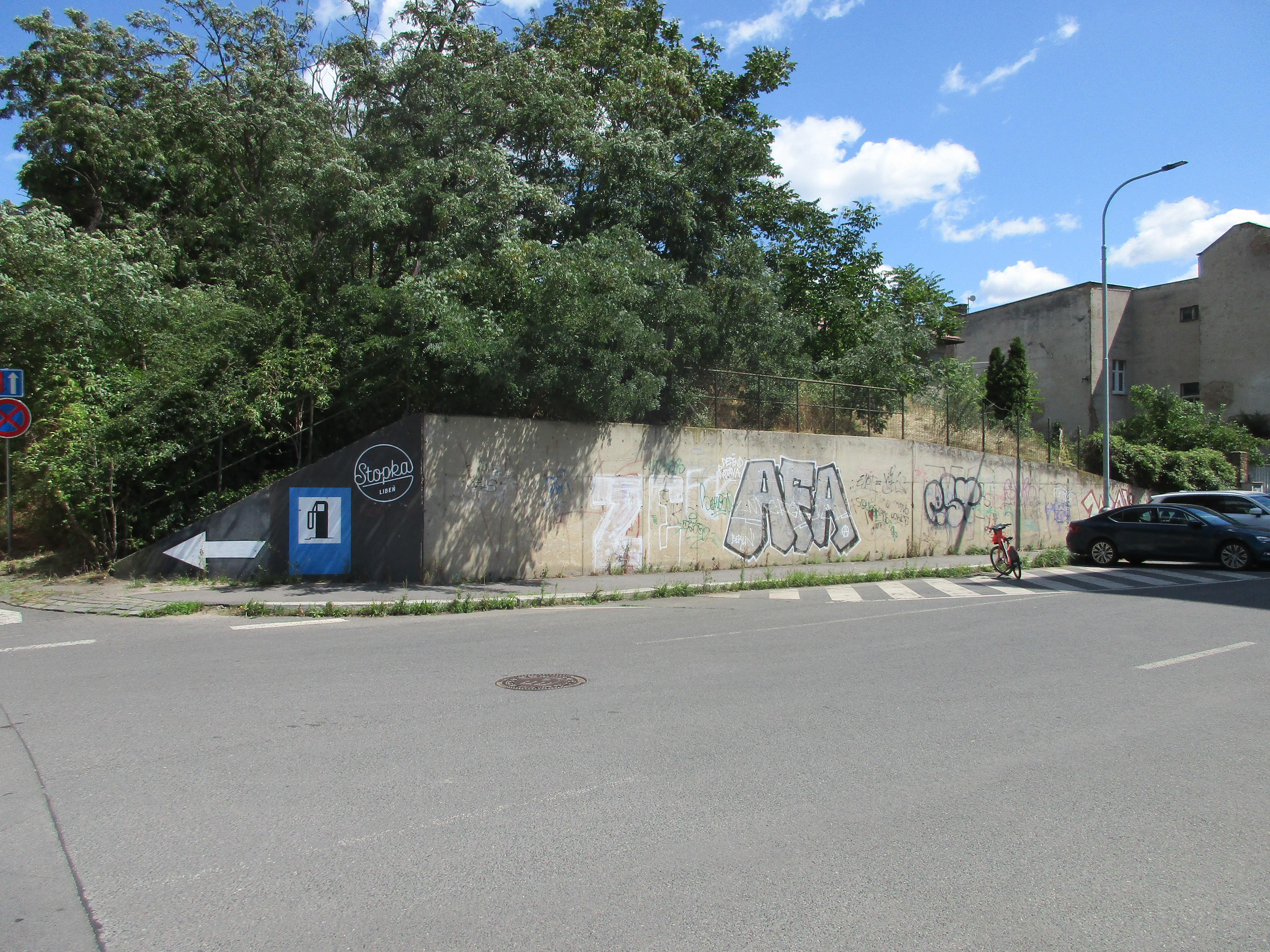
Opěrná zeď u zaniklého železničního mostu přes ulici Švábky
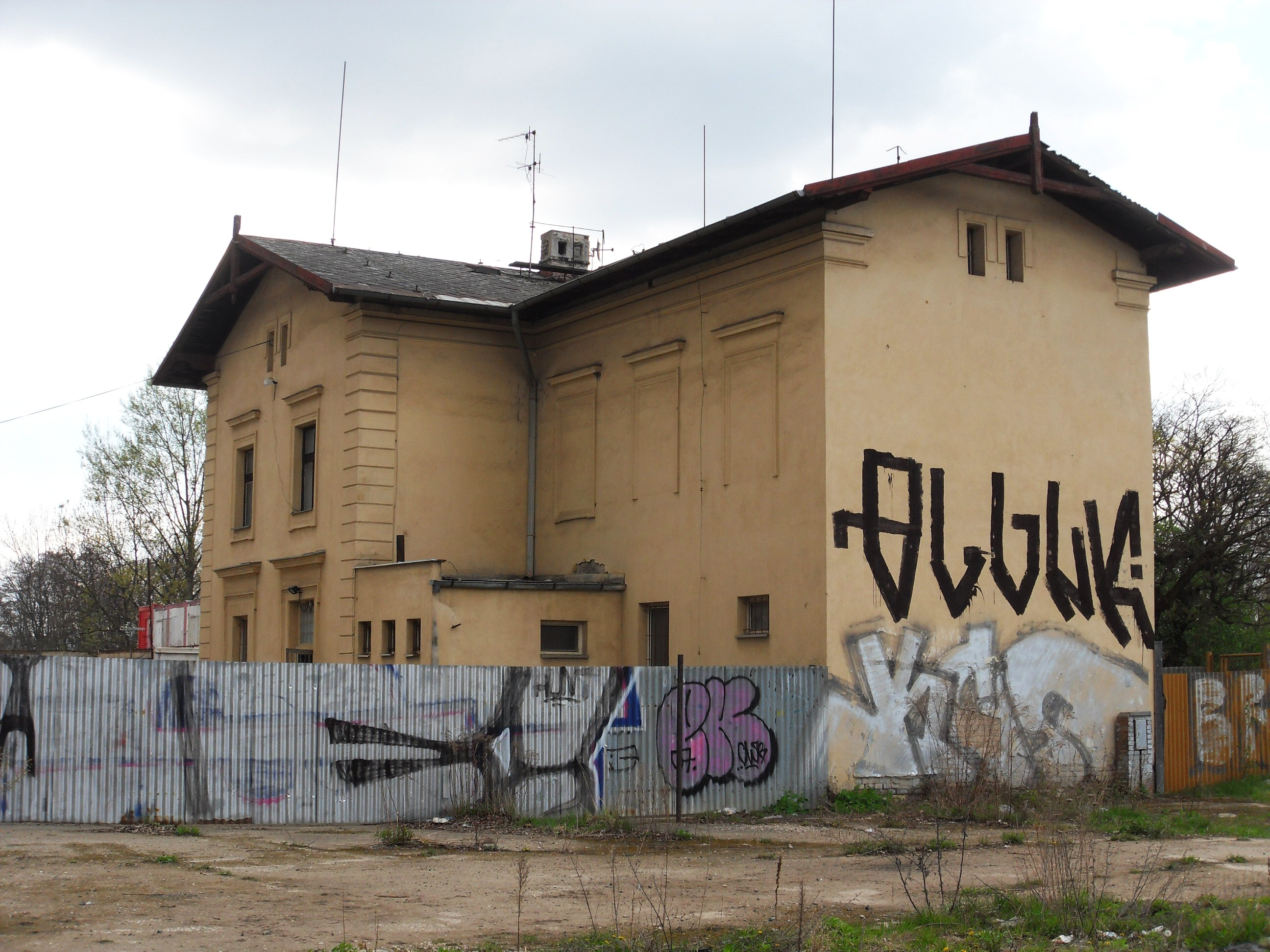
Bývalá stanice Praha Libeň dolní nádraží v blízkosti nynější křižovatky Palmovka (stav 2011)
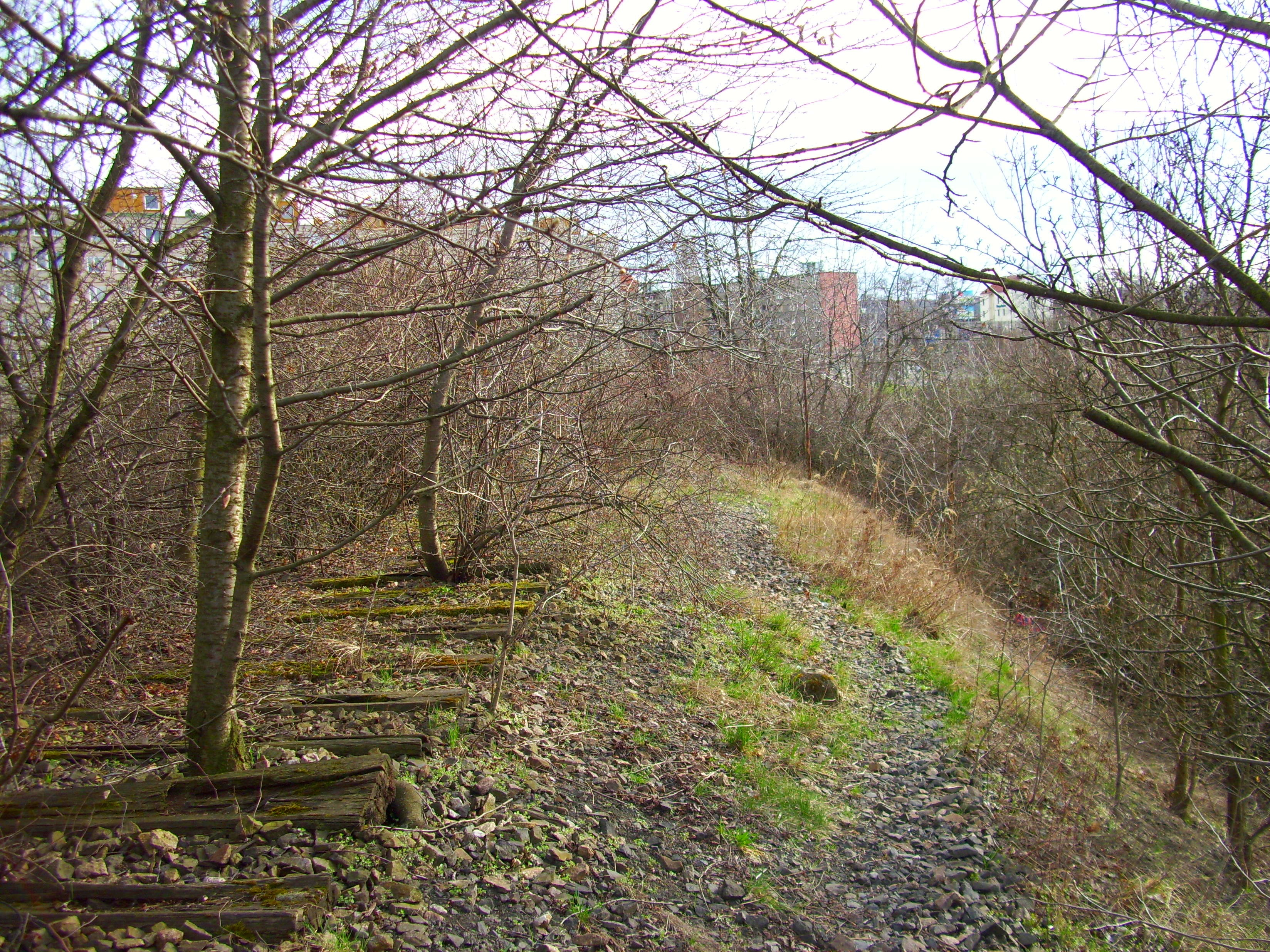
Část tělesa zrušené tratě se zachovalými pražci na Kolčavce (hned za někdejším mostem přes Rokytku ve směru od Vysočan). Příroda za dvě desetiletí proměnila trať na místy neproniknutelnou houštinu.
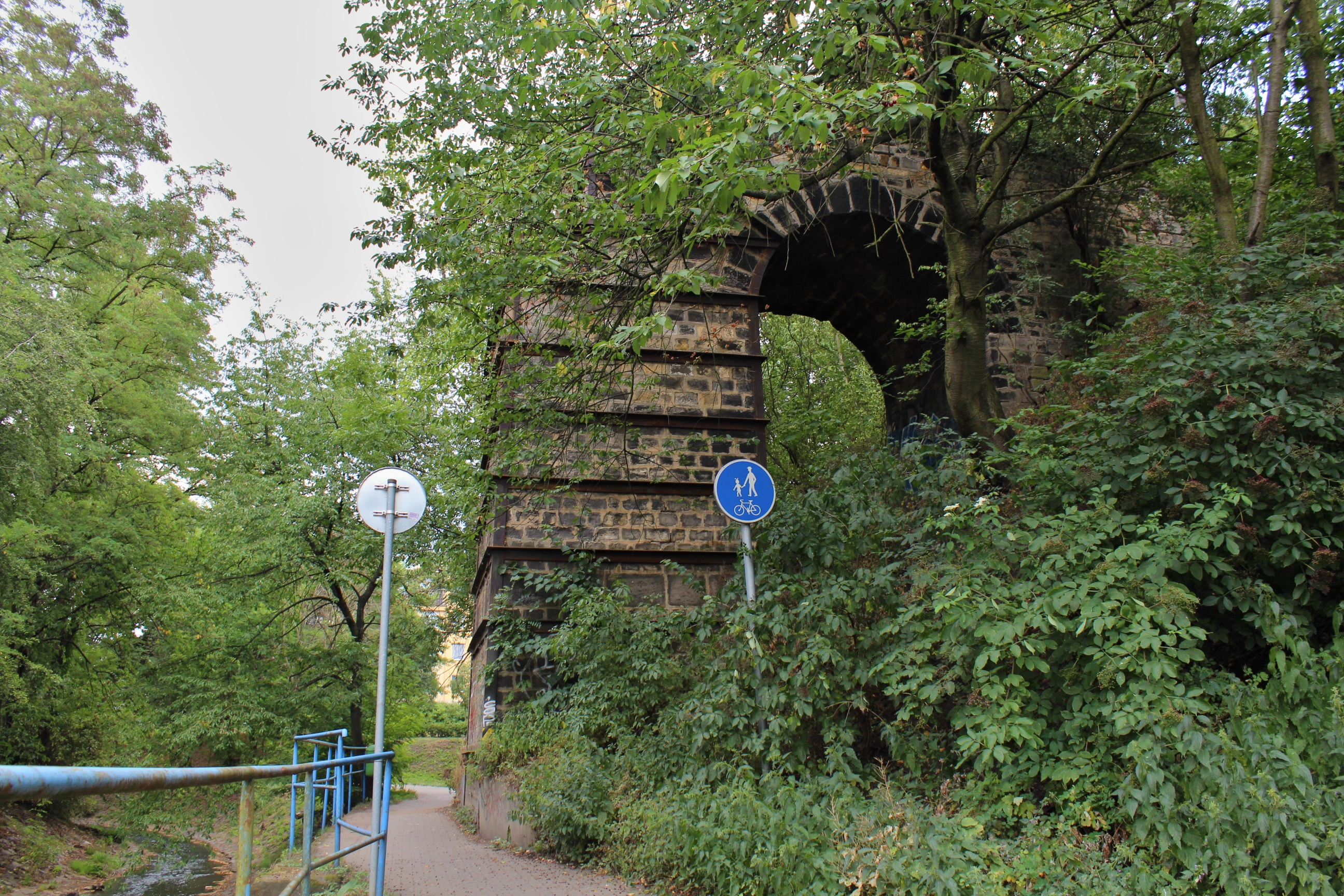
Pozůstatky viaduktu přes Rokytku v Libni jižně od řeky
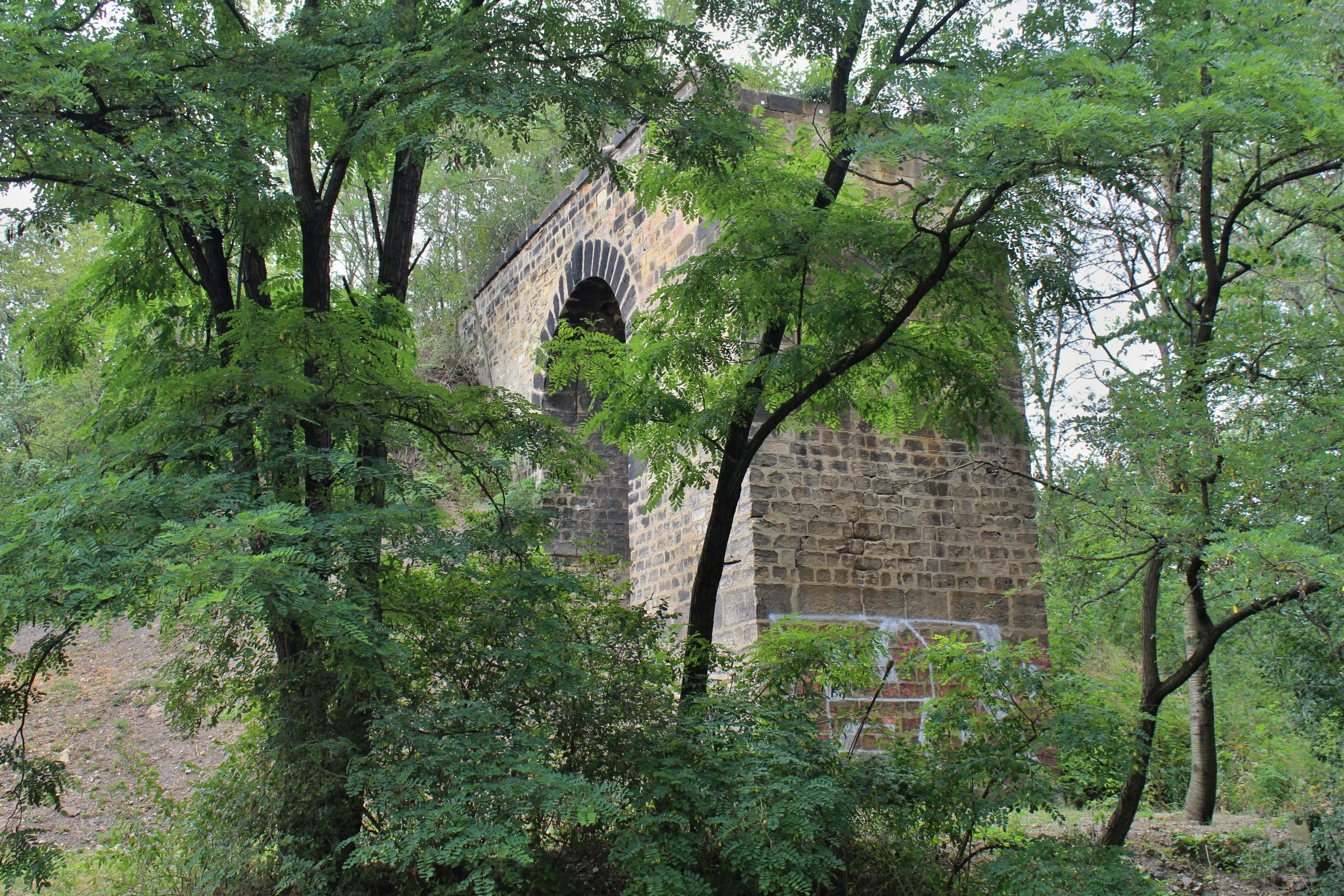
Pozůstatky viaduktu přes Rokytku v Libni severně od řeky
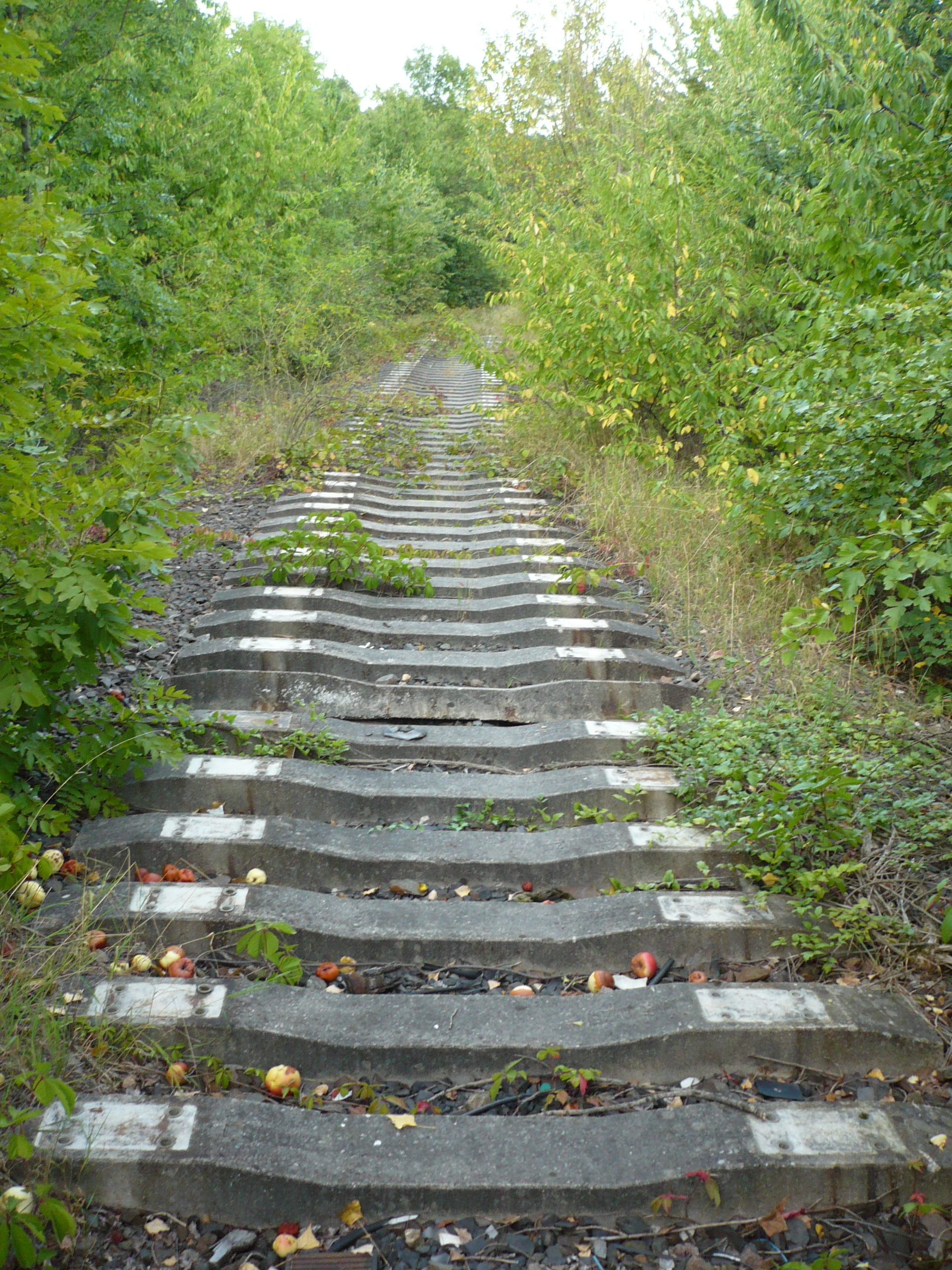
Pozůstatky železnice ve Vysočanech
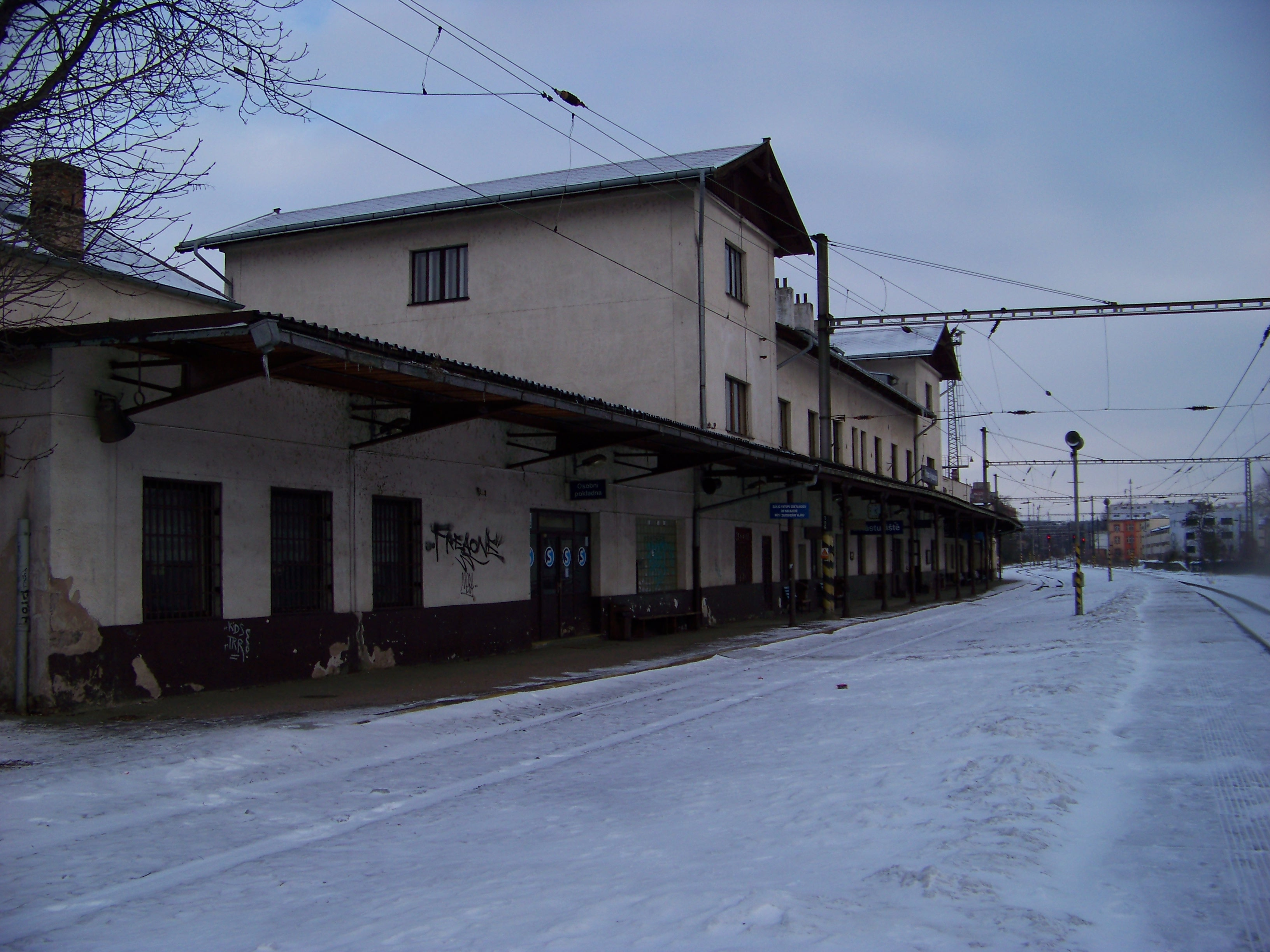
Nádraží Praha-Vysočany, stará budova, jižní strana